# Rubem Ludolf
Rubem Mauro Cardoso Ludolf, ou simplesmente Rubem Ludolf, (Maceió/AL, 22 de maio de 1932 - Rio de Janeiro, 26 de julho de  2010) foi um pintor, arquiteto e paisagista brasileiro ligado ao Grupo Frente e ao movimento de Arte Concreta da década de 50. Participou de cinco edições da Bienal Internacional de Arte de São Paulo, entre elas 1955 e 1967, recebendo o prêmio aquisição dessa última. É um dos integrantes da sala especial "Arte construída: homenagem a Waldemar Cordeiro" (12ª Bienal Internacional de São Paulo, em 1973).
Grupo Frente
Estudou com Ivan Serpa no Atelier Livre do Museu de Arte Moderna do Rio de Janeiro na década de 50, na mesma época filiou-se  ao movimento concretista e ao Grupo Frente (1956 - 1957), com o qual participou de várias exposições. Desse grupo de vanguarda faziam parte nomes como o próprio Ivan Serpa, Lygia Clark, Aluísio Carvão, Hélio Oiticica, Décio Vieira, Lygia Pape e Franz Weissmann.

Prêmios
Certificado de isenção de júri, no XV Salão Nacional de Arte Moderna;
Aquisição na I Bienal da Bahia (1966);
Aquisição na  IX Bienal de São Paulo (1967);
Aquisição II Bienal de Paris (1961).

Faleceu aos 78 anos no dia 26 de julho de 2010 no Hospital Samaritano do Rio de Janeiro, vítima de um aneurisma na aorta. Seu corpo foi velado no Cemitério São João Batista, na zona sul do Rio.